# Nkolofong
Nkolofong (ou Nkolfong) est un village du Cameroun situé dans le département du Dja-et-Lobo et la région du Sud. Il fait partie de la commune de Zoétélé.

## Localisation
Le village de Nkofolong est situé sur la route de Nkoumadjap II par Oveng.

## Population
En 1962 la localité comptait 403 habitants, majoritairement des Fong, de la tribu des Mvog Zomo.
Lors du recensement de 2005, on y a dénombré 740 personnes.

## Personnes originaires de Nkolofong
L'homme politique Edgar Alain Mébé Ngo'o est né à Nkolofong en 1957.
Paul Atangana, ancien champion d'Afrique, champion de France, champion du Canada et vice-champion du monde de kick-boxing et actuel directeur général du CAP Saint-Barnabé à Montréal, est originaire de Nkolofong.